# Кояндинський сільський округ (Каркаралінський район)
Коянди́нський сільський округ (каз. Қоянды ауылдық округі, рос. Кояндынский сельский округ) — адміністративна одиниця у складі Каркаралінського району Карагандинської області Казахстану. Адміністративний центр — село Коянди.
Населення — 380 осіб (2021; 516 у 2009, 1058 у 1999, 1328 у 1989).
Станом на 1989 рік існувала Баликтикольська сільська рада (села Атантай, Корик, Коянди, Шокай) ліквідованого Єгіндибулацького району.

## Склад
До складу округу входять такі населені пункти:
| Населений пункт | Населення, осіб (1989) | Населення, осіб (1999) | Населення, осіб (2009) | Населення, осіб (2021) |
| --------------- | ---------------------- | ---------------------- | ---------------------- | ---------------------- |
| Атантай, село   | 195                    | 164                    | 37                     | 10                     |
| Корик, село     | 94                     | 43                     | -                      | -                      |
| Коянди, село    | 834                    | 798                    | 479                    | 370                    |
| Шокай, село     | 205                    | 53                     | -                      | -                      |